# Gottfrid Larsson
Julius Gottfrid Andreas Larsson, född 21 november 1875 i Vallerstads socken i Östergötland,  död 24 december 1947 i Stockholm, var en svensk skulptör.
Gottfrid Larsson ligger begravd på Vallerstads kyrkogård.

## Familjeförhållanden
Gottfrid Larsson föddes i Vallerstads socken utanför Skänninge, norr om Mjölby i Östergötlands län. Fadern Anders August Larsson var lantbrukare som gick i konkurs några år innan Gottfrid föddes. Modern Emilia Johansdotter blev så småningom den som stod som ägare till gården. Gottfrid var yngst i en syskonskara på fyra. En syster, Ida Ulrika, blev folkskollärarinna och den andra systern Nanny Amalia blev kvar hemma medan hans äldre bror Johannes August tog över gården 1915. Fadern dog redan 1892, när Gottfrid var 17 år. Gottfrid Larsson gifte sig i Paris 1911 med Karen Waaler. Makarna hade inga barn. Larsson avled på julafton 1947 i Stockholm.

## Utbildning

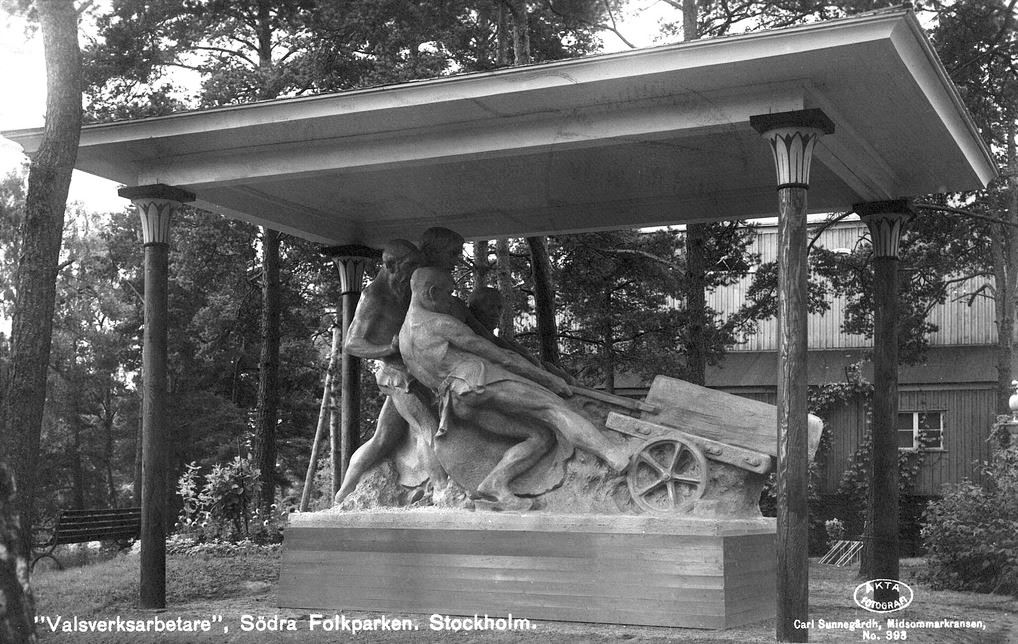
"Valsverksarbetare" utställd 1909 vid tävlan om industrimonument, blev uppställd i Södra folkparken, Stockholm 1924.

Gottfrid Larsson kom vid 14 års ålder till Norrköping och började som träsnidare vid Chamberts möbelsnickeri i Norrköping. Åren 1890–1895 var han elev på Ebersteinska söndags- och Aftonskolan i Norrköping, där han studerade vid tekniska aftonskolan. 1896 började han på Tekniska skolan i Stockholm, där han studerade vid avdelningen Högre Konstindustriella skolan (föregångaren till Konstfack). Många av de teckningar han utförde under studietiden, finns bevarade i hans samling. Det rör sig om skisser, akvareller, tuschteckningar, kroki samt teckningar av olika bruksföremål. Materialet ger en inblick i den bredd utbildningen gav. Under studietiden lärde han känna Carl Milles, en vänskap som de båda underhöll livet ut.
Via olika stipendier, som brukligt var vid tiden, erhöll Larsson år 1900 resestipendium från Svenska slöjdföreningen och Kommerskollegium och fortsatte då studierna i Paris åren 1900–1902. I Paris studerade han vid Académie Colarossi och École des Beaux-Arts. Åren 1905–1906 studerade han i München.

## Tävlingsbidrag
På den här tiden erhöll man större uppdrag genom att tävlingar utlystes. Tävlingsbidragen var modeller av hur skulptören tänkte sig den skulpturala utsmyckningen och vinnaren fick sedan se sitt verk utsmycka en offentlig plats. Han tävlade mot bland annat Carl Milles. Oturligt nog för Larsson var det oftast Carl Milles som vann tävlingarna och fick de åtråvärda uppdragen.
I Gottfrid Larssongården i Vadstena finns flera modeller av Larssons tävlingsbidrag bevarade. Han försörjde sig mest på tillverkningen av porträttbyster av kända personer. Gottfrid Larsson biträdde vid Dramatiska teaterns dekorering och 1905 hos Carl Milles vid hans arbete för Dramaten.

## Nya vistelser i Italien och Paris samt giftermål
Gottfrid Larsson vistades i Italien 1906–1907 och i Paris 1908–1913 med besök i England, Tyskland, Belgien och Nederländerna. Larsson innehade stipendium från konstakademien 1908-1912. Under vistelsen i Paris gifte han sig 1911 med norskan Karen Sofie Waaler. Under åren i Paris 1908–1913 lärde Larsson känna några andra svenska konstnärer, bland andra konstnären David Wallin och konstnären Erik Tryggelin, de blev alla vänner för livet. Från 1913 var Gottfrid Larsson verksam i Stockholm. 1932 bosatte sig paret Larsson på Stockviks gård utanför Trosa, där han hade kombinerad ateljé och museum för sina verk.

## Grundade konstskola i Stockholm

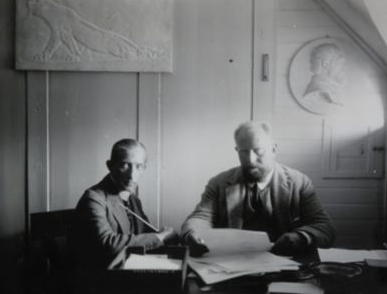
Gottfrid Larsson grundade 1920 tillsammans med konstnären Edward Berggren en privat konstskola i Stockholm, "Edward Berggren och Gottfrid Larssons målarskola". Målarskolan drev de tillsammans åren 1920-1932. Här syns de båda konstnärerna i Konstskolan vid Karlaplan i Stockholm 1924.

År 1920 grundade Gottfrid Larsson tillsammans med konstnären Edward Berggren en privat konstskola i Stockholm, Edward Berggrens och Gottfrid Larssons målarskola.
De båda konstnärerna drev tillsammans den privata målarskolan i Stockholm åren 1920–1932. Edvard Berggren var lärare i figurteckning och Gottfrid Larsson stod för utbildningen i skulptur. Akke Kumlien, som var konstnär, formgivare och författare, var lärare i materiallära. Konstskolan var en förberedande skola för Konstakademien eller Tekniska skolan och en målar- och teckningsskola efter parisiskt mönster, förenad med undervisning i modellering. Många kända östgötakonstnärer började sin utbildning i Edward Berggrens konstskola.
I början av 1920-talet låg konstskolan vid Karlaplan 10 på Östermalm i Stockholm. Senare flyttade skolan till lokalar vid Kungsgatan 28. Men när Gottfrid Larsson inte längre var kvar som lärare bytte skolan namn till enbart Edward Berggrens målarskola från år 1933, men Gottfrid Larsson var fortfarande livligt verksam i Östergötlands konstliv. Då flyttade skolan flyttade till David Bagares gata, där den hade sina lokaler under åren 1933-1975. Elevateljén låg på David Bagares gata i Stockholm och skolan hette då Edward Berggrens Målarskola och drevs under det namnet åren 1933-1958. 1957 blev konstnären Idun Lovén chef för Edward Berggrens elevateljé i Stockholm och därefter agreerad från 1958. Det året övertog Idun Lovén skolan och den bytte namn till Konstskolan Idun Lovén och där var hon rektor och lärare. Skulpturlinjen infördes igen som en linje bredvid målarlinjen. Skolan fungerade fortfarande som en förberedande skola för Konstakademien eller andra högre konstutbildningar. Hon drev konstskolan från 1958 till mitten av 1980-talet. År 1975 flyttade Konstskolan Idun Lovén till hörnet av Repslagargatan och Götgatan på Södermalm i Stockholm, där det tidigare funnits ett sidenväveri.

## Utställningskommissarie
Tillsammans med Edward Berggren, som också var östgöte i förskingringen, samt två andra var Larsson kommitterad att ta hand om utställningarna. De var även ledamöter i inköpskommittén samt jury. Larssons uppdrag som föreningens första utställningskommissarie blev mångårigt. Han brukade även ställa ut många av sina egna verk vid föreningens årliga utställningar samt skänka egna verk till konstlotterierna. Mest omfattande var Skänningeutställningen 1929, där 308 verk av 47 konstnärer visades. Larsson var utställningskommissarie och deltog även med 41 av sina egna verk. I pressen lovordas utställningen. Det var sommaren 1929 som man under några veckor hade en utställning i Skänninge för konst, hantverk och industri. Samtidigt hölls även Sveriges genom tiderna största länslantbruksmöte, som invigdes av kung Gustav V. Utställningsområdet var 24 tunnland stort. Byggnader och paviljonger uppfördes i den nya tidens stil: funktionalismen. På så sätt kan man säga att den svenska funktionalismens vagga låg i Skänninge. Sitt stora genombrott fick stilen först året därpå i Stockholmsutställningen.

## Utställning
- Konstnärshuset, Stockholm, separatutställning tillsammans med Arthur Percy, 1935, med anledning av Larssons 60-årsdag.

## Representerad
- Moderna museet[källa behövs] i Stockholm

## Skulpturarbeten
Gottfrid Larsson verkade framför allt som porträtt- och monumentalskulptör, med tonvikt på skildringar av
kroppsarbetare. Bland hans arbeten kan nämnas kandelabern Mörkret flyr ljuset (Paris, 1902), Kyssen (brons), Toskanska (marmor), porträttbyster av Carl Robert Lamm och dennes fru Dora Lamm, född Upmark (marmor, alla på Näsby slott i Täby kommun), 
från vistelsen i Italien och Paris Gammal florentinare (marmor), Florentinskt original (granit), Brutal kraft (byst, brons, dessa utställda 1912), Min moder (marmor), Oscar Montelius (svart granit), Vid källan med flera kvinnobilder i marmor, Valsverksarbetare (monumental grupp, utställd 1909 vid tävlan om industrimonument, blev uppställd i Södra folkparken, Stockholm 1924), Arbetaren (bronsstaty i Vasaparken, 1917), Man och kvinna (1920), Sjöjungfru och sjöhästar (fontän i Järnvägsparken i Linköping, 1920), dessutom flera porträttbyster samt dekorativ skulptur i Norrköpings rådhus och Handelsbanken vid Drottninggatan och Kungsgatan.

## Gottfrid Larsson-gården och Vadstena Spetsmuseum
I Vadstena finns på Skänningegatan 9 ett skulpturmuseum, kallat Gottfrid Larsson-gården, med verk av Gottfrid Larsson. Han gifte sig 1911 med norskan Karen Waaler. Gottfrid Larssons hustru Karen Larsson-Waaler köpte 1949 Möllergården på Skänningegatan 9 i Vadstena efter hennes mans död. Där inredde hon gården som ett museum i en gårdslänga för makens efterlämnade skulptursamling på cirka 125 föremål likt det han hade haft i Stockvik utanför Trosa. Karen Sofie Waaler Larsson donerade sedermera hela gården och skulptursamlingen, bestående av 125 skulpturer, till Vadstena kommun. I och med att föremålen donerades till en kommunal stiftelse uppfylldes Gottfrid Larssons önskan om att samla sina verk i ett museum i likhet med Millesgården. Flera modeller av Larssons tävlingsbidrag finns bevarade i Gottfrid Larssongården i Vadstena. Larsson skulpterade mestadels porträttbyster av kända personer, det var det han försörjde sig på. Karen Larsson överlevde maken med 21 år. Hon avled i Stockholm 1968. Makarna hade inga barn.
Möllergårdens huvudbyggnad, där idag Gottfrid Larssongården är inrymd, stammar i sina äldsta delar från 1670-talet, då den ägdes av Anders Larson Skiening. Huset inrymmer "Fläsk-Johannas" affärslokal. Huset hade redan 1910 inköpts av trädgårdsarkitekt Märta Liljencrantz och arkitekt Henning Möller (1889-1966), som 1919 byggde om huset och flyttade dit tidiga 1800-talskakelugnar från Verner von Heidenstams rivna Naddö, en äldre gård några kilometer söder om Vadstena och som Heidenstam hade köpt i början av 1903.  Henning Möller var ledamot i Vadstena stads skönhetsnämnd 1917-1920.
2005 flyttade Vadstena Spetsmuseum in i undervåningen i Gottfrid Larssongården. Spetsmuseet invigdes sommaren 2005. Museet består av två delar, en historisk och en nyskapande del. I den historiska avdelningen visas dels knypplade spetsar och dels lyfts människorna bakom hantverket fram. Hantverkarna var till exempel mönsterstickare (mönsterritare), knypplare, spetshandlare, "spetsgångare" (försäljare), där de flesta var kvinnor och tillverkare av redskap. I den nyskapande avdelningen visas olika exempel på vår tids knyppling. Inför varje sommarsäsong anordnas nya utställningar, både i den historiska delen och i den nyskapande delen. Under 1700- och 1800-talen låg centrum för spetsknypplingen i Sverige i Vadstena. Konsthantverkaren Anna Elisabeth Hartwick (1796-1882) tillhörde en familj som var verksam inom spetsknypplingen.

## Bilder, verk i urval

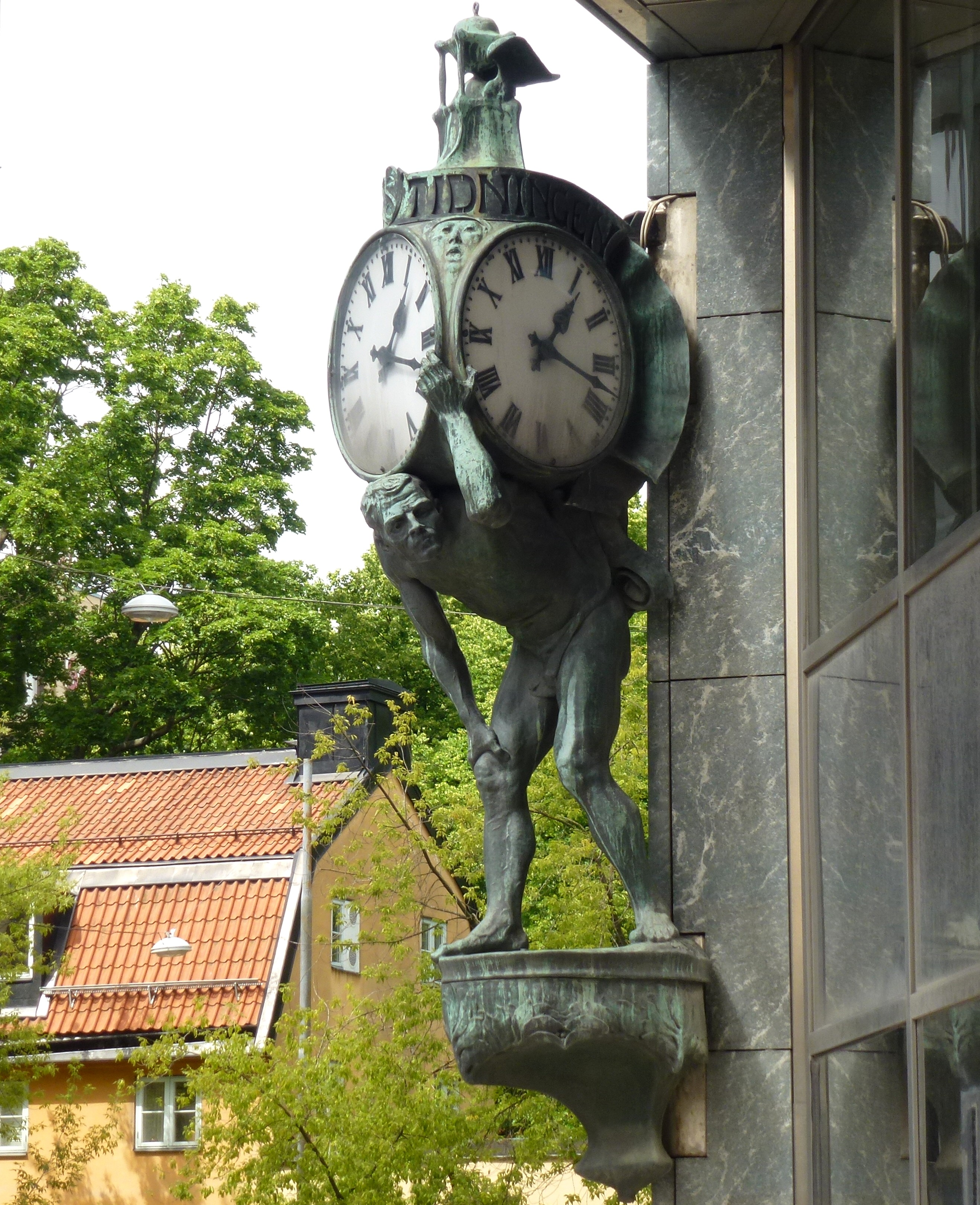
Stockholms-Tidningens klocka (1903), Stockholm
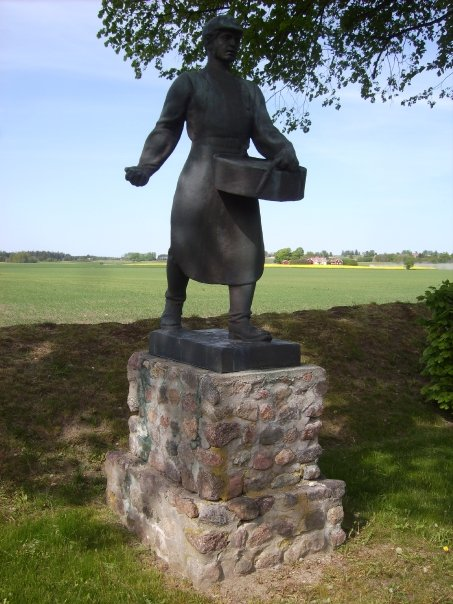
Såningsmannen (1949) på Vallerstads kyrkogård, Östergötland
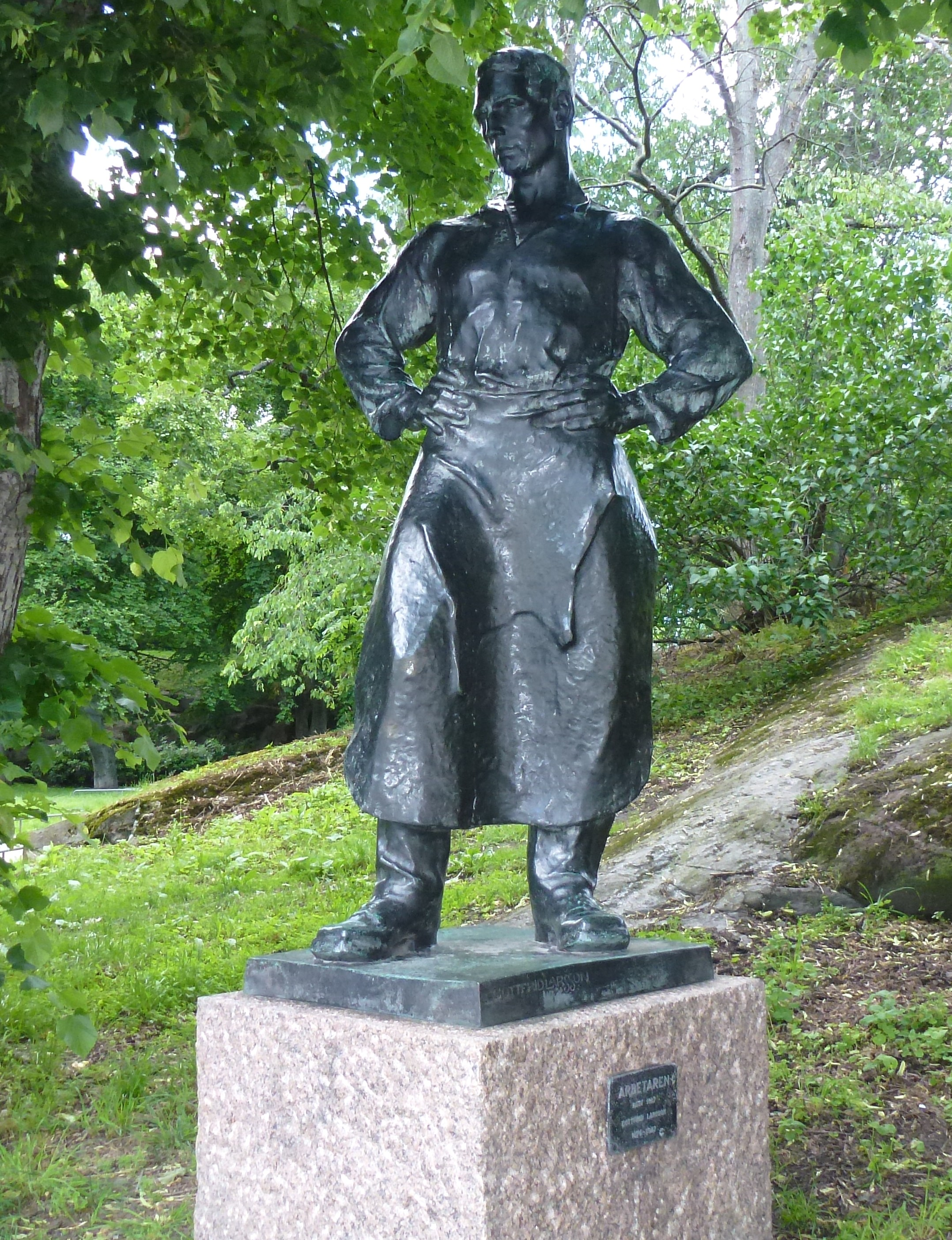
Arbetaren (1917) i Vasaparken, Stockholm
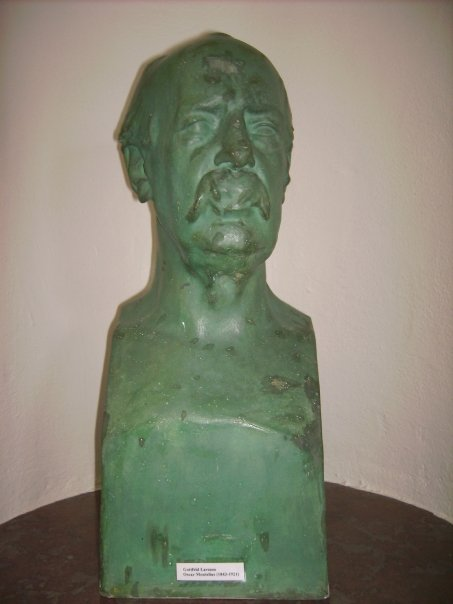
Byst föreställande Oscar Montelius

## Offentliga verk i urval
- Stockholms-Tidningens klocka (1903), Norrmalm, Stockholm
- Valsverksarbetare (1910) i Överums bruk, Småland
- Arbetaren (1917) i Vasaparken, Stockholm
- Arbetaren (1917) kopia i bruksparken, Lövsta bruk, Uppland
- Sjöjungfru och sjöhästar  (1923), brons, i Järnvägsparken i Linköping
- "Kyssen" (1937) på Stockvik, Trosa, Södermanland
- Såningsmannen (1946) invid Östgöta nation i Uppsala
- Såningsmannen (1949) på Vallerstads kyrkogård, Östergötland